# アールアイシー出版
アールアイシー出版株式会社（アールアイシーしゅっぱん、RIC Publications）は、2002年にジョン・ムーアが設立した日本の出版社。所在地は東京都品川区平塚二丁目5番8号 五反田ミカドビル5階。アメリカやイギリスなどにある R.I.C.Publishing Group の一員である。幼児から大学生までを対象とした幅広い英語教材のほか、日本の絵本の英訳作品を刊行している。また、少数ながら海外の絵本作品の邦訳も刊行している。